# Potentilla psychrophila
Potentilla psychrophila es una especie de planta del género Potentilla, perteneciente a la familia Rosaceae.

## Taxonomía
Potentilla psychrophila fue descrita por Jiří Soják en 2007.

## Distribución
Se encuentra en el territorio de Alaska.